# Hybrida intelligenta system
Hybrida intelligenta system (engelskans Hybrid intelligent systems) är ett samlingsbegrepp som används inom AI för att beteckna användning av flera intelligenta system i samma applikation. Bland dessa kombineras bland annat:
- Expertsystem (med och utan Suddig logik (engelskans Fuzzy logic)),
- Artificiellt neuronnät (ANN) samt
- Evolutionära bearbetningsprinciper (engelskans evolutionary compution)

För att skapa system som:
- Neurala expertsystem (kombination av artificiella neurala nätverk och expertsystem)
- Neuro-fuzzy (kombination av oskarpa expertsystem och artificiella neurala nätverk)
- Evolutionära neurala nätverk (kombination av evolutionära bearbetningsprinciper och artificiella neurla nätverk)

Hybrida system täcker även andra kombinationer av system relaterade till AI eller CI (engelskans computional intelligence).